# Padalafanti
Padalafanti, ook wel Pada-Lafanti of Paralafanti, is een dorp in het district Sipaliwini in Suriname. Het ligt aan de Boven-Surinamerivier. Het ligt tussen Dan en het toeristenresort Danpaati (stroomafwaarts) en Oemansanti en Malobi (stroomopwaarts).
In maart 2021 kreeg minister David Abiamofo van Natuurlijke Hulpbronnen groen licht van het traditionele gezag om een groot zonne-energieproject op te zetten in Botopasi dat ten goede komt aan een groot aantal dorpen langs de rivier, waaronder Padalafanti.
Het dorp speelt een belangrijke rol in de acceptatie van een nieuw aangetreden granman van de Saramaccaners. Volgens de traditie zou hij in Padalafanti offers moeten brengen voor granman Kofi Bonsuma. De traditie gaat terug op een vertelling waarin Wetiwoyo zijn vader Kofi Bonsuma in 1835 zou hebben behekst en het ambt van granman meenam naar Pikin Rio.
Abenaston · Adawai · Akisiaman · Akwaukondre · Amakakondre · Asenbaso · Asidonhopo · Atjoni · Aurora · Begoeba · Begoon · Bekiokondre · Bendikwai · Bendiwata · Biudoematoe  · Bofokoele · Botopasi · Dan · Dangogo · Daume · Debikè · Deboo · Djemongo · Djoemoe · Duwatra · Foetoenakaba · Gingiston · Goddo · Godowatra · Goejaba · Gran Slee · Grantatai · Gunsi · Heikoenoenoe · Jawjaw · Kaajapati · Kajana · Kambaloea · Kampoe · Koonoo · Kuututen · Ladouanie · Lespansi · Ligorio · Malobi · Malroseekondre · Masiakriki · Moitori · Nazaleti · Nieuw-Aurora · Padalafanti · Pambo Oko · Pikin Slee · Pingpe · Pokigron · Saloebanga · Semoisi · Soolan · Stonhoekoe · Tjaikondre · Toemaripa · Toetoeboeka